# Pirovac
Pirovac est un village et une municipalité située en Dalmatie, dans le comitat de Šibenik-Knin, en Croatie. Au recensement de 2001, la municipalité comptait 1 846 habitants, dont 96,97 % de Croates et le village seul comptait 1 608 habitants.

## Localités
La municipalité de Pirovac compte 3 localités :
- Kašić
- Pirovac
- Putičanje